# Aetheolaena
Aetheolaena é um género botânico pertencente à família Asteraceae.

## Principais espécies
- Aetheolaena cuencana
- Aetheolaena decipiens
- Aetheolaena hypoleuca
- Aetheolaena involucrata
- Aetheolaena ledifolia
- Aetheolaena lingulata
- Aetheolaena mochensis
- Aetheolaena mojandensis
- Aetheolaena pichinchensis
- Aetheolaena rosana
- Aetheolaena subinvolucrata